# Leopoldo Cicognara

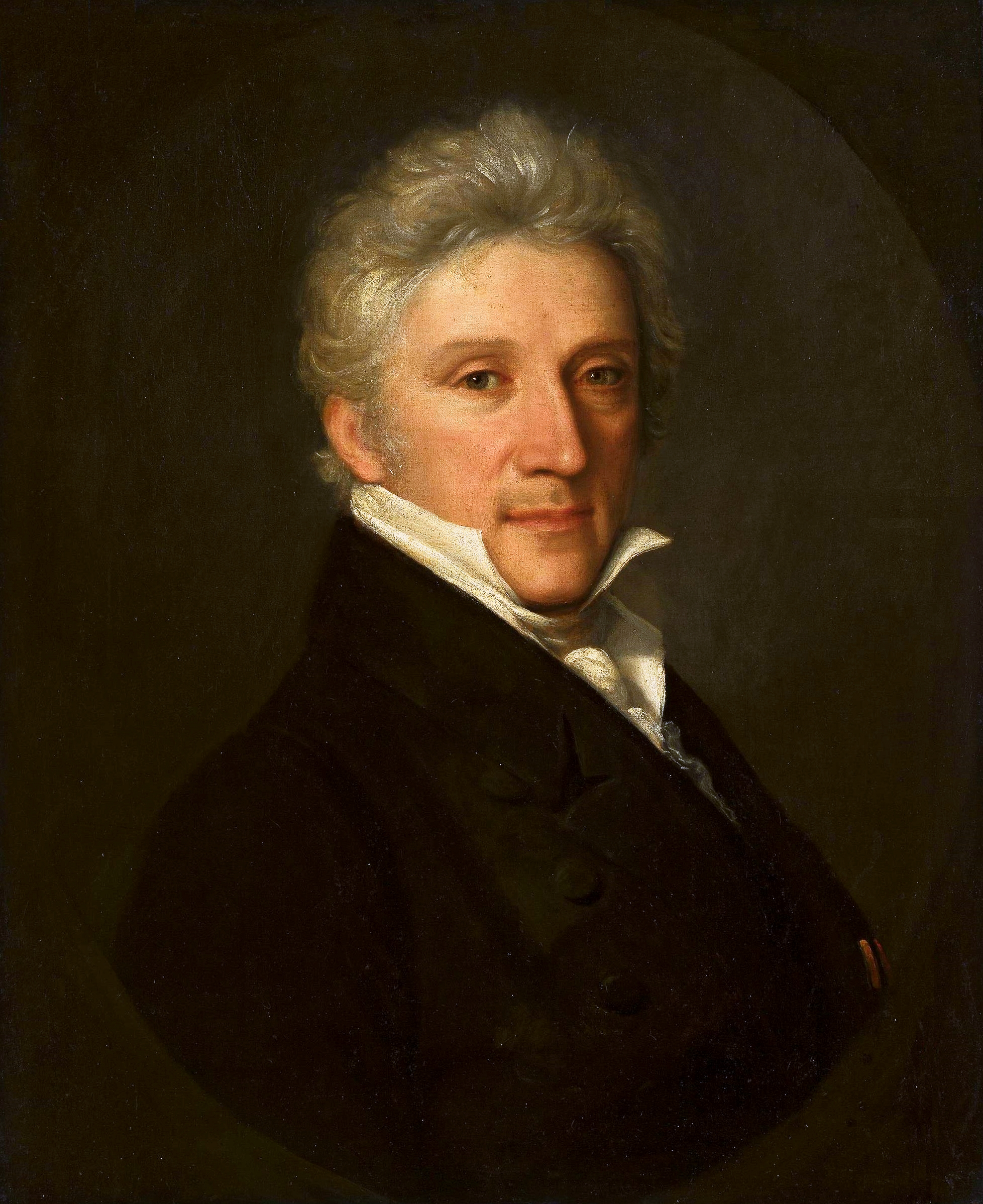
Leopoldo Cicognara; retrato por Natale Schiavoni (1825).

El Conde Leopoldo Cicognara (Ferrara, 17 de noviembre de 1767 - 5 de marzo de 1834) fue un arqueólogo, político e historiador del arte italiano.

## Biografía
Pasó su juventud en Roma, donde estudió pintura e historia del arte. Viajó por otras partes de Italia estudiando antigüedades y en 1795 fijó residencia en Módena, donde se implicó en política, se convirtió en consejero de estado y ministro plenipotenciario de la República Cisalpina. Fue condecorado por Napoleón y en 1808 fue elegito presidente de la Academia de Venecia. Fue amigo de Wilhelm Schlegel y Johann Joachim Winckelmann. Después de la caída de Napoleón fue patrocinado por Francisco I de Austria. Arruinado por el costo de sus publicaciones, volvió a Roma y vendió al papa León XII su rica biblioteca, que pasó a formar parte de la Biblioteca Vaticana. Fue amigo de Canova y uno de sus primeros biógrafos. 

## Trabajos
Entre sus escritos se encuentran:
- Del bello regionamenti, un elogio a Napoleón,
- Storia della scultura dal suo risorgimento in Italia al secolo di Napoleone,
- Fabbriche più cospicue di Venezia,
- Omaggio delle Provincie Venete alla maestri Carolina Augusta
- Un catálogo comentado sobre su biblioteca privada,
- Memorie storiche de litterati ed artisti Ferraresi,
- Vite de' più insigni pittori y scultori Ferraresi
- Memorie spettanti alla storia della calcografia,
- Memoria Biográfica, sobre la vida de Canova.